# 小行星2762
小行星2762（2762 Fowler）是一颗绕太阳运转的小行星，为主小行星带小行星。该小行星于1981年1月14日发现。
該小行星以英國天體物理學家拉爾夫·福勒命名。

## 轨道参数
小行星2762的轨道半长轴为2.3313992 UA，离心率为0.152。